# Davis-Cup-Mannschaft von Antigua und Barbuda
Die Davis-Cup-Mannschaft von Antigua und Barbuda ist die Tennisnationalmannschaft von Antigua und Barbuda, die den Inselstaat im Davis Cup vertritt.

## Geschichte
Antigua und Barbuda nahm 1996 erstmals am Davis Cup teil. Die Mannschaft erreichte im zweiten Jahr, 1997, als drittplatziertes Team der Amerika Zone Gruppe III ihr bestes Ergebnis. 1999 erfolgte der Abstieg in die Gruppe IV, in der Antigua und Barbuda bis zur zunächst letzten Teilnahme 2001 verblieb. Seit 2017 nimmt das Land wieder am Davis Cup teil und ist wieder in der Amerika Zone Gruppe III vertreten.